# Alliantie van Onafhankelijke Democraten voor Europa
De Alliantie van Onafhankelijke Democraten voor Europa (ADIE) was een Europese politieke partij die het meest vertegenwoordigd was in Frankrijk als Alliance des Démocrates Indépendants en Europe (ADIE). De partij beschreef zich als centrumrechts. In het Europees Parlement behoorde de partij tot de IND-DEM, net als de EUD, United Kingdom Independence Party en de ECPM.

## Leden
| Land                | Partij                                                          |
| ------------------- | --------------------------------------------------------------- |
| Frankrijk           | Mouvement pour la France                                        |
| Griekenland         | Laikos Orthodoxos Synagermos                                    |
| Polen               | Urszula Krupa en Witold Tomczak van de Liga van Poolse Gezinnen |
| Tsjechië            | Nezávislí demokraté                                             |
| Verenigd Koninkrijk | Jim Allister (onafhankelijk)                                    |

Europees Links (EL) · Europese Christelijke Politieke Beweging (ECPM) · Europese Democratische Partij (EDP) · Europese Groene Partij (EGP) · Europese Volkspartij (EVP) · Europese Vrije Alliantie (EVA) · Patriots.eu · Partij van de Alliantie van Liberalen en Democraten voor Europa (ALDE) · Partij van Europese Conservatieven en Hervormers (ECR) · Partij van Europese Socialisten (PES) · Volt Europa